# بلاف سیتی (کانزاس)
بلاف سیتی (به انگلیسی: Bluff City) شهری در ایالت کانزاس کشور ایالات متحده آمریکا است که جمعیت آن در سرشماری سال ۲۰۱۰ میلادی، ۶۵ نفر بوده‌است.